# پرواز شماره ۱۷۵ یونایتد ایرلاینز
پرواز شماره ۱۷۵ یونایتد ایرلاینز پروازی داخلی از فرودگاه بین‌المللی لوگان در بوستون به فرودگاه بین‌المللی لس آنجلس در کالیفرنیا بود که در جریان حملات ۱۱ سپتامبر توسط ۵ تروریست القاعده ربوده شد. این پرواز، که با یک هواپیمای بوئینگ ۷۶۷ با ۶۵ مسافر و خدمه انجام می‌شد، به صورت عمدی به برج جنوبی  مرکز تجارت جهانی در نیویورک برخورد کرد. بر اثر این حمله، تمامی مسافران، خدمه و هواپیماربایان این هواپیما، بیش از ۶۰۰ نفر در طبقات بالایی محل برخورد هواپیما و تعداد نامعلومی در طبقات پایینی کشته شدند. هواپیماربایی پرواز ۱۷۵ نه تنها باعث شد که سقوط این هواپیما از نظر تلفات هوایی و زمینی دومین سانحه مرگبار از چهار حمله انجام شده در آن روز باشد، بلکه جایگاه خود را به عنوان دومین سانحه مرگبار هواپیما در تاریخ هوانوردی (بعد از پرواز شماره ۱۱ امریکن ایرلاینز) تثبیت کرد.
پرواز ۱۷۵ در ساعت ۰۸:۱۴ از فرودگاه لوگان حرکت کرد. بیست و هشت دقیقه پس از پرواز، هواپیماربایان با مجروح کردن تعدادی از خدمه، به زور وارد کابین خلبان شدند و هر دو خلبان را (در حالی که بقیه سرنشینان را به عقب هواپیما هل می‌دادند) کشتند. سردسته هواپیماربایان مروان شحی که برای این عملیات به عنوان خلبان آموزش دیده بود، پس از کشته شدن خلبان و کمک‌خلبان، توانست کنترل پرواز را به دست گیرد. برخلاف تیم پرواز شماره ۱۱، تروریست‌های پرواز ۱۷۵ هنگام تسلط بر کابین خلبان، فرستنده هواپیما را خاموش نکردند؛ بنابراین، هواپیما در رادار مرکز نیویورک قابل مشاهده بود و انحراف هواپیما از مسیر تعیین شده را نشان می‌داد. چهار دقیقه بعد از شروع انحراف در ساعت ۸:۵۱، کارمندان مرکز کنترل ترافیک هوایی متوجه این موضوع شده و بلافاصله چندین تلاش ناموفق برای تماس با کابین خلبان هواپیمای ربوده شده انجام دادند، که دو بار نزدیک بود با هواپیماهای دیگر برخورد کند. در این میان، سه نفر از سرنشینان پرواز توانستند با اعضای خانواده و همکاران خود در زمین تماس بگیرند و اطلاعات مربوط به هواپیماربایان و همچنین تلفاتی که خدمه پرواز متحمل شده بودند را منتقل کنند.
پس از گذشت ۲۱ دقیقه از شروع هواپیماربایی، شحی به عنوان بخشی از حمله هماهنگ با پرواز شماره ۱۱ که در ساعت ۸:۴۶ به طبقات بالایی برج شمالی کوبیده شده بود، هواپیما را به نمای جنوبی برج جنوبی (بین طبقات ۷۷ تا ۸۵) کوبید. به دلیل آن که پوشش رسانه‌ای فاجعه برج شمالی ۱۷ دقیقه قبل از برخورد پرواز ۱۷۵ آغاز شد، برخورد این پرواز در ساعت ۰۹:۰۳ تنها مورد از چهار حمله‌ای بود که به‌طور زنده در سراسر جهان پخش شد. خسارت وارد شده به برج جنوبی در اثر برخورد هواپیما و آتش‌سوزی متعاقب آن، باعث ریزش برج، ۵۵ دقیقه بعد در ساعت ۰۹:۵۸ شد و همه کسانی که هنوز داخل برج مانده بودند، کشته شدند. در طول تلاش‌های بازیابی در محل مرکز تجارت جهانی، کارگران بقایای برخی از قربانیان پرواز ۱۷۵ را کشف و شناسایی کردند، اما بقایای بسیاری از قربانیان هنوز شناسایی نشده‌است.

## پیش‌زمینه

### حملات
این پرواز به عنوان بخشی از حملات ۱۱ سپتامبر ربوده شد. تیم عملیات توسط اسامه بن لادن، رهبر القاعده، که حمایت مالی و لجستیکی عملیات را نیز انجام می‌داد، انتخاب و توسط خالد شیخ محمد که نقشه عملیات را طراحی کرد، رهبری می شد. انگیزه بن لادن و محمد، همراه با هواپیماربایان، احساسات ضد آمریکایی بود. تایید عملیات توسط بن‌لادن در اواخر سال ۱۹۹۸ یا اوایل سال ۱۹۹۹ انجام گرفت. مرکز تجارت جهانی به دلیل آن که در آن زمان، سمبل قدرت اقتصادی آمریکا به شمار می‌رفت، به عنوان یکی از اهداف انتخاب شد.

### هواپیماربایان
تیم هواپیماربایان پرواز شماره ۱۷۵ یونایتد ایرلاینز توسط مروان شحی که اهل امارات متحده عربی بوده و مدتی نیز در هامبورگ آلمان دانشجو بود رهبری می‌شد. تا ژانویه ۲۰۰۱، هواپیماربایان خلبان آموزش خود را به پایان رساندند. شحی به همراه محمد عطا، هواپیماربای پرواز شماره ۱۱ امریکن ایرلاینز، و زیاد جراح هواپیماربای پرواز شماره ۹۳ خطوط هوایی یونایتد، در طول آموزش در فلوریدای جنوبی، گواهینامه خلبانی بازرگانی خود را دریافت کردند. هواپیماربایان پرواز ۱۷۵ شامل فایز بنی‌حماد (که او نیز اهل امارات متحده عربی بود)، و سه شهروند سعودی: برادران حمزه و احمد الغامدی، و همچنین مهند الشهری می‌شدند.
هواپیماربایان در یک اردوگاه القاعده به نام مس عینک در کابل افغانستان در مورد سلاح و مواد منفجره آموزش دیدند. سپس در کراچی پاکستان با «فرهنگ غرب و مسافرت» آشنا شده و پس از آن، برای تمرینات امنیتی، حفاظتی و نظارتی فرودگاه به کوالالامپور مالزی رفتند. بخشی از آموزش در مالزی شامل سوار شدن بر پروازهای انجام شده توسط شرکت‌های هواپیمایی ایالات متحده بود تا بتوانند غربالگری‌های امنیتی قبل از سوار شدن، حرکت خدمه پرواز در اطراف کابین و زمان‌بندی خدمات کابین را مشاهده کنند.
یک ماه قبل از حملات، مروان شحی دو چاقوی جیبی چهار اینچی (۱۰ سانتی‌متری) از یک فروشگاه اسپورتس آتوریتی در بوینتون بیچ، فلوریدا خریداری کرد، در حالی که بنی‌حماد یک جفت تیغ موکت‌بری از وال‌مارت و حمزه الغامدی یک چاقوی چندکاره لترمان خریدند. هواپیماربایان بین ۷ و ۹ سپتامبر از فلوریدا وارد بوستون شدند.

## پرواز

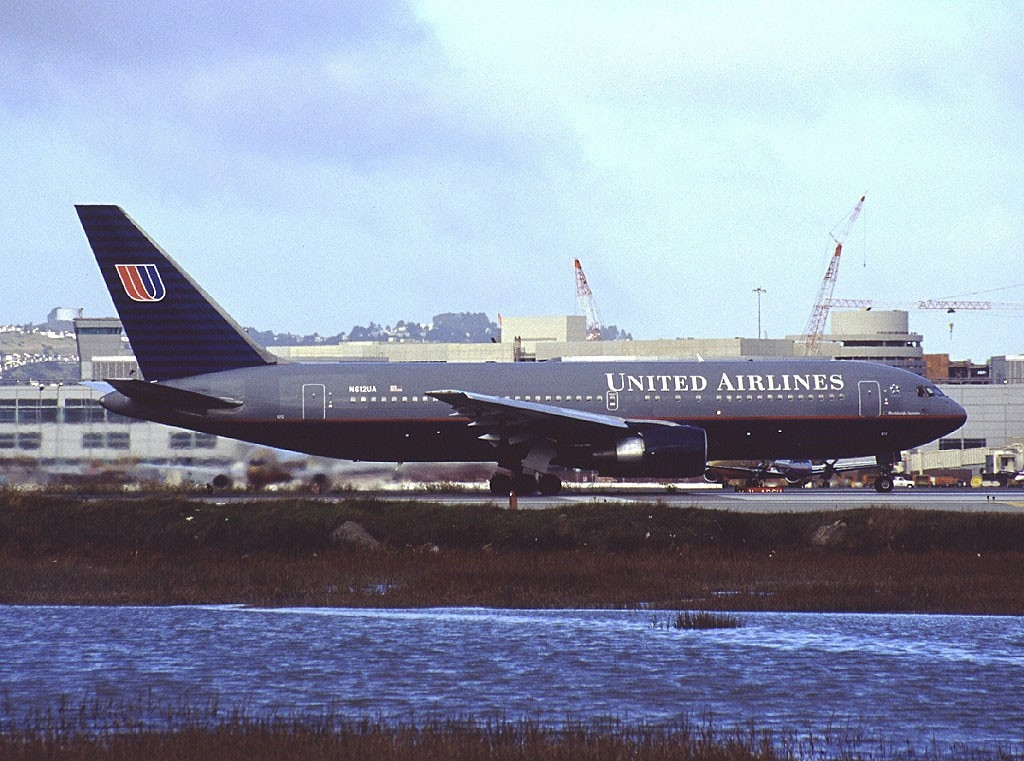
N612UA، هواپیمای ربوده‌شده, در فرودگاه بین‌المللی سان‌فرانسیسکو در سال ۱۹۹۹

این پرواز توسط یک بوئینگ ۷۶۷–۲۰۰ با شماره ثبت N612UA انجام شد. این هواپیما اولین پرواز خود را در ۲۷ ژانویه ۱۹۸۳ انجام داد و در ۲۳ فوریه ۱۹۸۳ به یونایتد ایرلاینز تحویل شد. ظرفیت این هواپیما ۱۶۸ مسافر بود (۱۰ نفر در فرست کلاس، ۳۲ نفر در کلاس تجاری و ۱۲۶ نفر در کلاس اکونومی). در روز حملات، این پرواز تنها ۵۶ مسافر و ۹ خدمه را حمل می‌کرد که نشان دهنده ضریب بار ۳۳ درصدی بود - بسیار کمتر از میانگین ضریب بار ۴۹ درصدی در سه ماه قبل از ۱۱ سپتامبر. جوانترین فرد در پرواز ۱۷۵ کریستین هنسون، دو و نیم ساله، و مسن‌ترین فرد، دوروتی دی‌آرایو ۸۲ ساله از لانگ بیچ، کالیفرنیا بود.

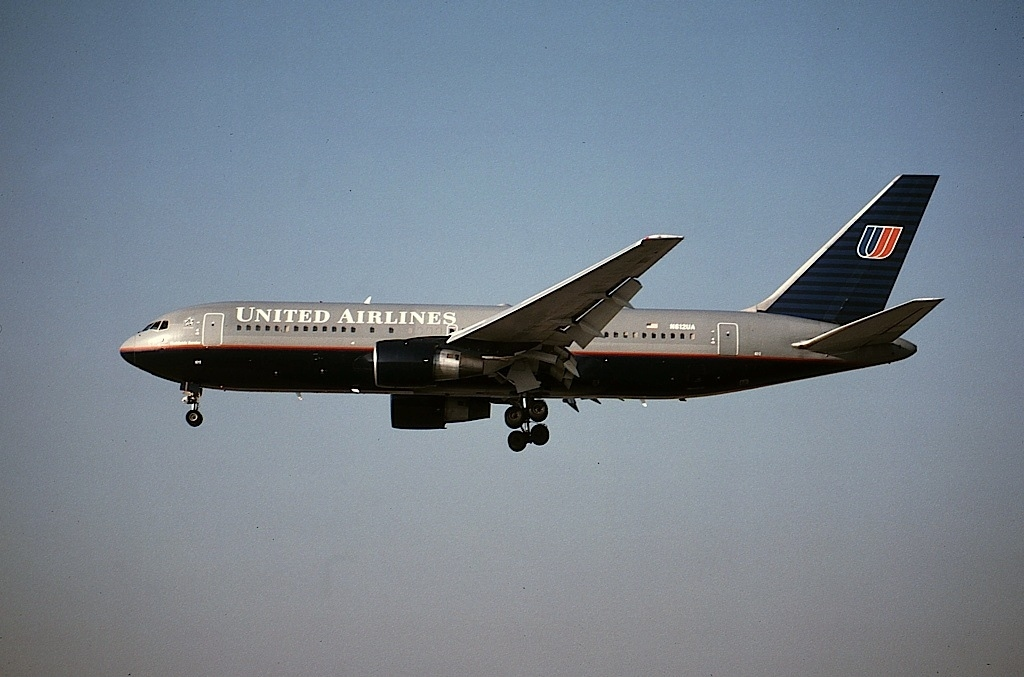
N612UA در حال فرود در سان‌فرانسیسکو در دسامبر ۱۹۹۹

 خلبان پرواز ویکتور ساراچینی ۵۱ ساله، یک خلبان جنگنده سابق نیروی دریایی بود که از سال ۱۹۸۵ برای یونایتد ایرلاینز کار می‌کرد. کمک‌خلبان این پرواز، مایکل هوراکس، ۳۸ ساله، قبلاً به عنوان خلبان جنگنده در سپاه تفنگداران دریایی خدمت کرده بود. خدمه کابین متشکل از صندوق‌دار کاترین لابوری و همین‌طور مهمانداران امی جرت، آلفرد مارچند، آلیشیا تایتس، امی کینگ، مایکل تارو و رابرت فنگمن بود.

### سوار شدن

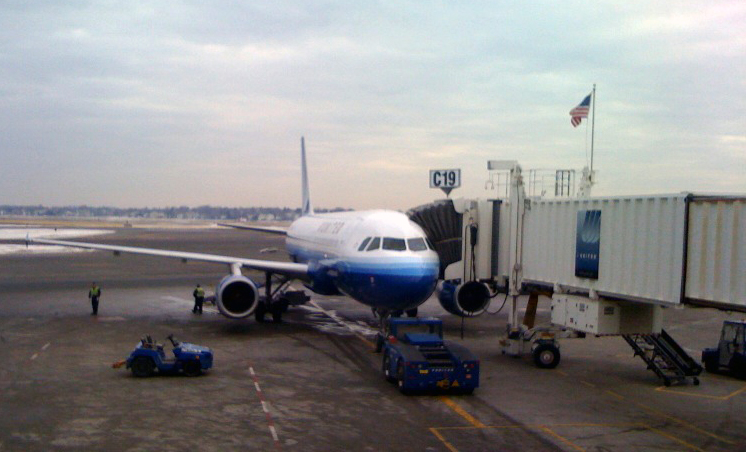
گیت C19 در فرودگاه بین‌المللی لوگان بوستون، که مسافران پرواز ۱۷۵ در روز ۱۱ سپتامبر ۲۰۰۱ از طریق آن سوار هواپیما شدند. یک پرچم آمریکا به عنوان یادبود به این گیت اضافه شده است.

دو ساعت قبل از سوار شدن، شحی در ساعت ۰۵:۰۱ با زیاد جراح تماس تلفنی ۵ دقیقه ای گرفت. جراح قرار بود پرواز شماره ۹۳ را از نیوآرک، نیوجرسی، در فاصله‌ای نه چندان دور از برج‌های دوقلو برباید. هدف از این تماس تأیید آمادگی آن‌ها برای انجام عملیات بود. حمزه الغامدی و احمد الغامدی از هتل خود خارج شدند و تاکسی گرفتند تا آنها را به فرودگاه بین‌المللی لوگان در بوستون برساند. آنها ساعت ۰۶:۲۰ به وقت منطقه زمانی شرقی به کانتر یونایتد ایرلاینز در ترمینال C رسیدند و احمد الغامدی دو چمدان را به عنوان بار تحویل داد. هر دو هواپیماربا، با این که دو هفته قبل از حملات، بلیت کاغذی خریده بودند، وانمود می‌کردند که می‌خواهند بلیط بخرند. آنها در پاسخ به سؤالات امنیتی استاندارد با مشکل مواجه بودند، بنابراین مسئول کانتر سؤالات را بسیار آهسته تکرار کرد تا اینکه از پاسخ‌های آنها راضی شد. مروان شحی، یک چمدان را در ساعت ۰۶:۴۵ تحویل بار داد و سایر هواپیماربایان، فایز بنی‌محمد و مهند الشهری، در ساعت ۰۶:۵۳ کارت پرواز خود را گرفتند. بنی‌حماد دو چمدان را تحویل بار داد. هیچ‌یک از هواپیماربایان پرواز ۱۷۵ برای بازرسی بیشتر توسط سیستم پیش‌غربال‌گری مسافر به کمک رایانه (CAPPS) انتخاب نشدند. در همین حین، شحی به تلفنی نزدیک شد و با تلفن همراه محمد عطا تماس گرفت. عطا در حال آماده شدن برای سوار شدن به پرواز شماره ۱۱ امریکن ایرلاینز از ترمینال دیگری در لوگان بود و ۱۷ دقیقه قبل از برخورد هواپیمای شحی به برج جنوبی، هواپیما را به سمت برج شمالی مرکز تجارت جهانی کوباند. مانند گفتگوی قبلی با جراح، هدف از این ارتباط نهایی تأیید این بود که هر دوی آنها آماده ادامه حملات هستند.
شحی و سایر هواپیماربایان بین ساعت 07:23 تا 07:28 سوار پرواز 175 شدند. ابتدا بنی‌حمد سوار شد و در صندلی درجه یک 2A نشست، در حالی که مهند الشهری در صندلی 2B بود. ساعت 07:27، شهی و احمد الغامدی سوار شدند و به ترتیب روی صندلی های کلاس تجاری 6C و 9D نشستند. یک دقیقه بعد، حمزه الغامدی سوار شد و در صندلی 9C نشست.
این پرواز قرار بود ساعت ۰۸:۰۰ به مقصد لس آنجلس حرکت کند. پنجاه و یک مسافر و پنج هواپیماربا از طریق گیت ۱۹ ترمینال C سوار هواپیما شدند. هواپیما در ساعت ۰۸:۱۴، در حالی که پرواز شماره ۱۱ در حال ربوده شدن بود، از باند ۹ بلند شد. در همین زمان، خلبان و کمک خلبان از یک هواپیمای ناشناس پیغام هشداردهنده ای دریافت کردند، که حدس زدند صدای یک هواپیماربا باشد. بعداً معلوم شد که این ارتباط از کابین خلبان پرواز ۱۱ برقرار شده‌است. اگرچه خلبانان ترسیده بودند، اما ترجیح دادند فوراً این مورد را گزارش نکنند، در عوض منتظر بمانند تا برای جلوگیری از استراق سمع، از فرکانس‌های رادیویی مرکز بوستون به فرکانس‌های رادیویی مرکز نیویورک منتقل شوند. در ساعت ۰۸:۳۳، هواپیما به ارتفاع ۳۱۰۰۰ فوتی (۹۴۰۰ متری) رسید، که نقطه‌ای است که خدمات پذیرایی از مسافران معمولاً آغاز می‌شود. کنترلرهای ترافیک هوایی در حالی که به دنبال اطلاعات دربارهٔ موقعیت مکانی پرواز شماره ۱۱ بودند، از خلبانان پرواز ۱۷۵ پرسیدند که آیا می‌توانند هواپیمای ربوده شده را ببینند یا خیر. خدمه در ابتدا نتوانستند هواپیما را پیدا کنند، اما بلافاصله پس از اینکه متوجه شدند پرواز ۱۱ در ارتفاع ۲۹۰۰۰ فوتی (۸۸۰۰ متری) است، پیام خود را اصلاح کردند. سپس مرکز کنترل ترافیک هوایی به خلبانان دستور داد که بچرخند و از پرواز ۱۱ دوری کنند. تا ساعت ۰۸:۴۲، پرواز ۱۷۵ به حریم هوایی مرکز نیویورک منتقل شد و به خلبانان این امکان را داد که پیام مشکوکی را که هنگام بلند شدن از فرودگاه لوگان شنیده بودند را گزارش دهند. ساراچینی به دیو بوتیلیا، کنترلر مسئول پرواز ۱۱، گفت: "به نظر می‌رسد کسی دکمه میکروفون را فشار داده و گفته "همه در صندلی‌های خود بمانید". این آخرین پیام ارسالی از پرواز ۱۷۵ بود.

## ربایش
هواپیماربایان چند ثانیه بعد در ساعت ۰۸:۴۲ حمله خود را آغاز کردند و تا ساعت ۰۸:۴۶ کنترل کامل هواپیما را در دست گرفتند، همان زمانی که پرواز ۱۱ به برج شمالی برخورد کرد. محققان بر این باورند که برادران الغامدی با ترساندن آنها با چاقو و تهدید بمب، مسافران و خدمه هواپیما را به عقب هواپیما هل دادند و در عین حال به داخل کابین اسپری فلفل پاشیدند. چندین خدمه هواپیما با چاقو زخمی شدند، و هر دو خلبان توسط فایز بنی‌حماد و مهند الشهری به هنگام شکستن در کابین خلبان کشته شدند. این کار به مروان شحی اجازه داد تا کنترل پرواز را به دست بگیرد. اولین شواهد عملیاتی مبنی بر غیرعادی بودن چیزی در مورد پرواز ۱۷۵، چند ثانیه پس از اصابت پرواز شماره ۱۱ به برج شمالی به دست آمد، زمانی که سیگنال تَراپاسخگر هواپیما در عرض یک دقیقه دو بار تغییر کرد و هواپیما شروع به انحراف از مسیر تعیین شده خود نمود. با این حال، بوتیلیا تا دقایقی بعد در ساعت ۰۸:۵۱ متوجه این موضوع نشد. برخلاف پرواز ۱۱، که فرستنده خود را خاموش کرده بود، اطلاعات پروازی پرواز ۱۷۵ هنوز به درستی مخابره می‌شد. در ساعت ۰۸:۵۱، پرواز ۱۷۵ تغییر ارتفاع داد. در طول سه دقیقه بعدی، کنترلر پنج تلاش ناموفق برای تماس با پرواز ۱۷۵ انجام داد و تلاش کرد تا هواپیماهای دیگر در مجاورت پرواز ۱۷۵ را از آن دور کند. در ساعت ۰۸:۵۵ یک ناظر در مرکز کنترل ترافیک هوایی نیویورک، ربوده شدن پرواز شماره ۱۷۵ را به مدیر عملیات مرکز اطلاع داد. بوتیلیا که اکنون وظیفه رسیدگی به پرواز ۱۷۵ را بر عهده داشت، گفت: «ممکن است در اینجا یک هواپیماربایی داشته باشیم، دو تا.»

## برخوردهای قریب‌الوقوع
در این زمان، هواپیما یک برخورد نزدیک به هوا با پرواز ۲۳۱۵ دلتا ایرلاینز که از هارتفورد به تامپا پرواز می‌کرد داشت و طبق گزارش‌ها، دو هواپیما تنها با فاصله ۲۰۰ فوت (۶۰ متر) از کنار یکدیگر رد شدند. بوتیلیا بر سر خلبان دلتا فریاد زد تا مانورهای جلوگیری از برخورد انجام دهد، و افزود: «فکر می‌کنم [پرواز ۱۷۵] ربوده شده‌است. من از قصد او اطلاعی ندارم. هر گونه اقدام اجتنابی لازم را انجام دهید.» لحظاتی قبل از سقوط، پرواز ۱۷۵ به سختی از برخورد با پرواز شماره ۷ میدوی اکسپرس که از میلواکی به نیویورک در حال پرواز بود، جلوگیری کرد.

## تماس‌ها
مهماندار هواپیما رابرت فنگمن و مسافران پیتر هانسون و برایان دیوید سوینی با تلفن‌های GTE در عقب هواپیما تماس تلفنی برقرار کردند. سوابق هواپیما همچنین نشان می‌دهد که مسافر گارنت بیلی چهار بار تلاش کرد با همسرش تماس بگیرد.
در ساعت ۰۸:۵۲، رابرت فنگمن با یک دفتر تعمیر و نگهداری یونایتد ایرلاینز در سان‌فرانسیسکو تماس گرفت و با مارک پولیکاسترو صحبت کرد. فنگمن از هواپیماربایی خبر داد و گفت که هواپیماربایان احتمالاً در حال پرواز و هدایت هواپیما هستند. او اشاره کرد که هر دو خلبان کشته و یک مهماندار با چاقو زخمی شده‌است. پس از یک دقیقه و ۱۵ ثانیه، تماس قطع شد. پولیکاسترو متعاقباً تلاش کرد تا با استفاده از سیستم پیام‌رسانی و گزارش‌دهی ارتباطی هواپیما (ACARS) با کابین هواپیما تماس بگیرد. او نوشت: «من از یک حادثه گزارش شده در هواپیمای شما مطلع شدم. لطفاً بررسی کنید همه چیز عادی است.» او پاسخی دریافت نکرد.
برایان دیوید سوینی سعی کرد در ساعت ۰۸:۵۹ با همسرش جولی تماس بگیرد، اما در نهایت پیامی برای او فرستاد که به او اطلاع دهد هواپیما ربوده شده‌است. او سپس ساعت ۰۹:۰۰ با والدینش تماس گرفت و با مادرش لوئیز صحبت کرد. سوئینی به مادرش در مورد هواپیماربایی گفت و اشاره کرد که مسافران در نظر داشتند به کابین خلبان حمله کنند و کنترل هواپیما را در دست بگیرند. او که نگران بازگشت هواپیماربایان بود، به او اطلاع داد که ممکن است مجبور شود سریع تلفن را قطع کند. پس از خداحافظی، او تلفن را قطع کرد.
در ساعت ۰۸:۵۲، پیتر هانسون با پدرش، لی هانسون، در ایستن، کنتیکت تماس گرفت. هانسون با همسرش سو و دختر دو ساله‌شان کریستین، کوچک‌ترین قربانی حملات ۱۱ سپتامبر، سفر می‌کرد. این خانواده در ابتدا در ردیف ۱۹، در صندلی‌های C, D، و E نشسته بودند. با این حال، پیتر از صندلی 30E با پدرش تماس گرفت. هانسون ب آهستگی صحبت کرد و گفت که هواپیماربایان کابین خلبان را به کنترل خود درآورده‌اند، یک مهماندار با چاقو زخمی شده بود و احتمالاً فرد دیگری در جلوی هواپیما کشته شده‌است. او همچنین گفت که هواپیما به‌طور نامنظم پرواز می‌کرد. هانسون از پدرش خواست که با یونایتد ایرلاینز تماس بگیرد، اما لی نتوانست با کسی صحبت کند و در عوض با پلیس تماس گرفت.
پیتر هانسون دومین تماس تلفنی خود را در ساعت ۰۹:۰۰ با پدرش برقرار کرد:

داره بد می‌شه بابا. یه مهماندار با چاقو زخمی شده. به نظر میاد که اونا چاقو و گاز اشک‌آور دارن. گفتند بمب دارن. اوضاع تو هواپیما داره خیلی بد میشه. مسافرا دارن بالا میارن و حالشون بد می‌شه. هواپیما حرکات تند انجام می‌ده. فکر نمی‌کنم خلبان درحال پرواز هواپیما باشه. من فکر می‌کنم ما داریم سقوط می‌کنیم. من فکر می‌کنم اونا می‌خوان به شیکاگو یا جایی برن و هواپیما رو به یه ساختمون بکوبن. نگران نباش بابا. اگر اینجوری بشه، خیلی سریع اتفاق می‌افته… اوه، خدای من… اوه، خدای من، اوه، خدای من.

هنگامی که تماس ناگهان به پایان رسید، پدر هانسون صدای جیغ زنی را شنید. او سپس تلویزیون را روشن کرد، درست مانند لوییز سوینی در خانه خود، و هر دو شاهد برخورد هواپیما به برج جنوبی بودند.

## سقوط
در ساعت ۰۸:۵۸، پرواز ۱۷۵ بر فراز نیوجرسی در ارتفاع ۲۸۵۰۰ فوتی (۸۷۰۰ متری) بود. در آن نقطه، شحی دودی را که از برج شمالی در دوردست بیرون می‌آمد، مشاهده می‌کرد. هواپیما در مدت زمان ۵ دقیقه و ۴ ثانیه بین ساعت ۰۸:۵۸ تا لحظه برخورد، با سرعت متوسط بیش از ۵۰۰۰ فوت (۱۵۰۰ متر) در دقیقه در یک شیرجه با قدرت پایدار بیش از ۲۴۰۰۰ فوت (۷۳۰۰ متر) بود. بوتیلیا بعداً گفت که او و همکارانش «در حال شمارش معکوس ارتفاع هواپیما بودند، و درست در پایان با سرعت ۱۰۰۰۰ فوت در دقیقه پایین می‌آمدند. این برای یک جت تجاری کاملاً بی سابقه است.»

دیاگرام نقطه برخورد هر دو هواپیما

دیاگرام نحوه سقوط لاشه هر دو هواپیما بعد از برخورد

مرکز تجارت جهانی به همراه برج شماره ۲

پرواز ۱۷۵, چند ثانیه قبل از برخورد با برج جنوبی (فقط نمای شمالی برج مشخص است) زمانی که برج شمالی در حال سوختن بود.

دو دقیقه قبل از برخورد، در حالی که شحی مسیر هواپیما را برای برخورد به برج جنوبی تنظیم می‌کرد، مرکز نیویورک به مرکز ترافیک هوایی دیگری که مسئول کنترل هواپیماها با ارتفاع کم بود و می‌توانست مسیر پرواز ۱۷۵ را در حین پرواز بر فراز نیوجرسی، و به دنبال آن استتن آیلند و بندر نیویورک زیر نظر داشته باشد هشدار داد. هواپیما در آخرین لحظات خود در یک پیچ به چپ قرار داشت، زیرا به نظر می‌رسید هواپیما در غیر این صورت ممکن است از کنار ساختمان رد شود یا صرفاً بال هواپیما با برج برخورد کند؛ بنابراین، کسانی که در سمت چپ هواپیما بودند، دید واضحی از نزدیک شدن برج‌ها داشتند که یکی از آن‌ها نیز می‌سوخت. هواپیما با سرعت حدود ۵۱۵ مایل بر ساعت (۴۴۸ گره؛ ۲۳۰ متر بر ثانیه؛ ۸۲۹ کیلومتر بر ساعت) با دماغه خود به طبقات ۷۷ و ۸۵ نمای جنوبی برج جنوبی برخورد کرد. در هنگام برخورد، هواپیما حدود ۹٬۱۰۰ گالون آمریکایی (۳۴٬۰۰۰ لیتر؛ ۷٬۶۰۰ گالون بریتانیایی) سوخت جت با خود حمل می‌کرد.

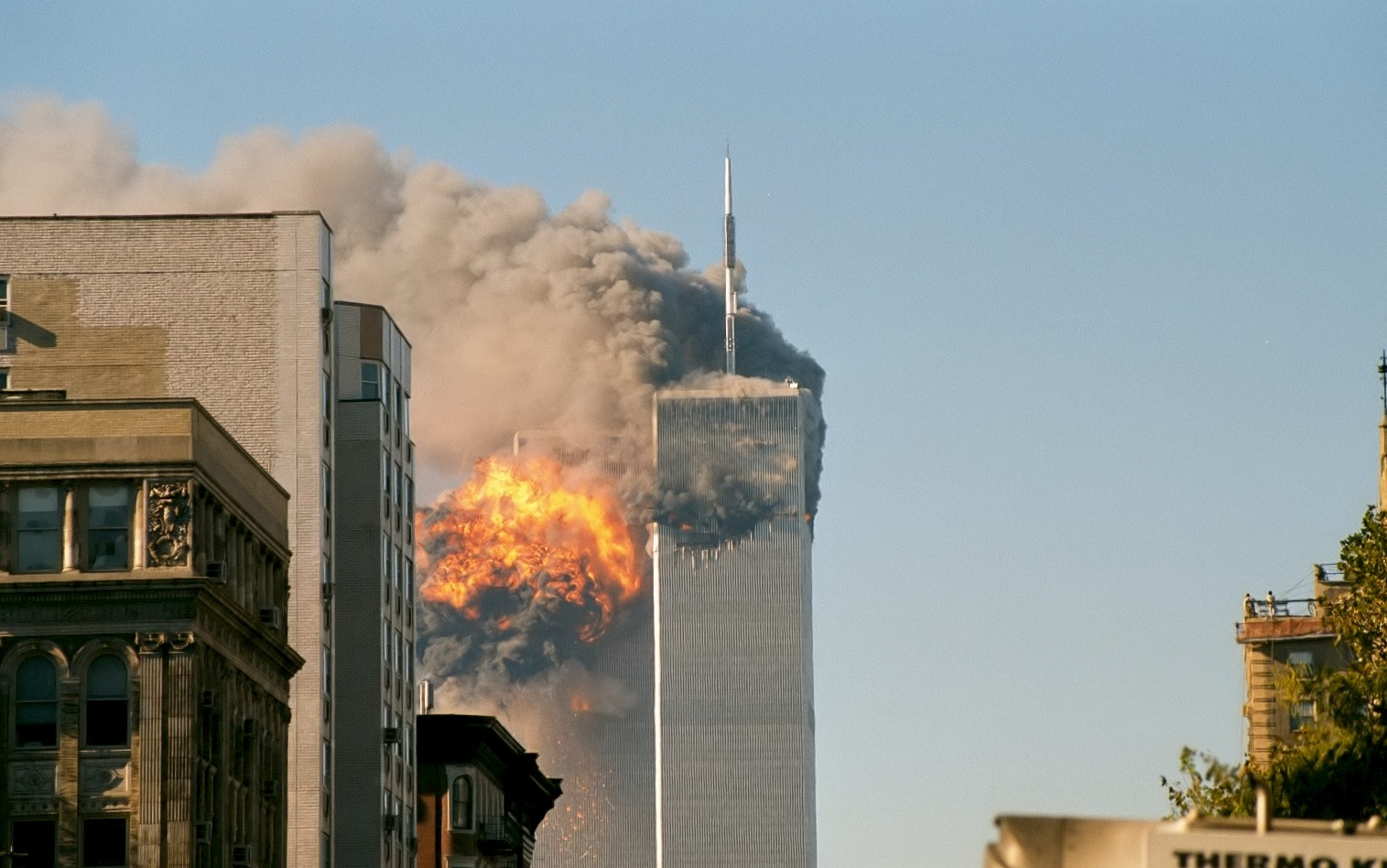
پرواز ۱۷۵ پس از برخورد با برج جنوبی منفجر می‌شود

زمانی که پرواز ۱۷۵ در ساعت ۰۹:۰۳ به برج جنوبی برخورد کرد، چندین سازمان رسانه‌ای از قبل، اولین برخورد هواپیما در برج شمالی در ۱۷ دقیقه قبل را پوشش می‌دادند و میلیون‌ها نفر در سراسر جهان مشغول تماشای تصاویر برج بودند؛ بنابراین، فیلم برخورد پرواز ۱۷۵ از چندین نقطه توسط دوربین‌های تلویزیونی و آماتور ضبط شد، در حالی که نزدیک به صد دوربین عکاسی، تصویر پرواز ۱۷۵ را قبل از سقوط ثبت کردند. فیلم‌های ویدیویی سقوط بارها در اخبار در روز حملات و روزهای بعد پخش شد، پیش از اینکه شبکه‌های خبری بزرگ محدودیت‌هایی را برای استفاده از فیلم اعمال کنند. فرض اولیه این بود که سقوط پرواز ۱۱ یک تصادف بوده‌است، یک باور اشتباه که همچنین مانع از روند تخلیه فوری برج جنوبی پس از برخورد اولین هواپیما به برج شمالی شد. هنگامی که پرواز ۱۷۵ به برج جنوبی برخورد کرد، این باور تغییر کرد.
اداره بندرها و ترمینال‌های نیویورک و نیوجرسی، تخلیه فوری و کامل برج شمالی را لحظاتی پس از برخورد پرواز ۱۱ آغاز کرد. با این حال، در فاصله ۱۷ دقیقه ای بین دو برخورد، همین کار برای برج جنوبی انجام نشد. در عوض، اداره بندرها به کارمندان دستور داد که در محل خود بمانند. با وجود این موانع، تعداد افرادی که ممکن بود در برج جنوبی کشته شوند، پس از اولین برخورد هواپیما به میزان قابل توجهی کاهش یافت، و تخمین زده می‌شود ۲۹۰۰ نفر از طبقاتی که قرار بود به خاطر برخورد هواپیما آسیب ببیند، قبل از برخورد پایین آمدند.
با این وجود، بیش از ۶۰۰ نفر هنوز در طبقات ۷۷ تا ۱۱۰ هنگام برخورد هواپیما حضور داشتند. این برخورد صدها نفر از جمله همه افراد حاضر در هواپیما و بسیاری دیگر را در داخل برج جنوبی کشت. حدود ۳۰۰ نفر از برخورد هواپیما جان سالم به در بردند، اما به دلیل آسیب فاجعه بار وارده به آسمان خراش و همچنین گرما، آتش و دود که طبقات بالای آن را پر کرده بود، گرفتار شدند. با این حال، برخلاف برج شمالی، پس از برخورد پرواز ۱۷۵ به برج جنوبی، یک راه پله عمدتاً سالم مانده بود و از بالا به پایین قابل استفاده بود. در حالی که پرواز ۱۱ تقریباً مستقیماً در میانه راه به هسته مرکزی برج شمالی برخورد و همه راه‌های فرار از طبقه ۹۲ به بالا را قطع کرد، شحی هواپیما را به سمت نیمه شرقی نمای جنوبی برج جنوبی در نزدیکی گوشه جنوب شرقی کوبید و در حالی که با زاویه زیادی در حال چرخاندن هواپیما به سمت چپ بود، کاملاً تصادفی، راه‌پله A در گوشه شمال غربی برج را رد کرد. تنها ۱۸ نفر از طریق راه‌پله موجود از نقطه برخورد عبور کردند و قبل از فروریختن برج جنوبی به سلامت خارج شدند. یکی از این بازماندگان، استنلی پریمنات، هواپیما را دید که به سمت او می‌آمد. دود، آتش‌سوزی‌های جدا از هم و گازهای داغی که از طریق راه‌پله‌ها منتقل می‌شدند، افرادی را که به دام افتاده بوند مجبور کردند که یا به‌طور کامل از استفاده از پله‌ها خودداری کنند، یا به امید نجات از پشت بام، به سمت بالا حرکت کنند، در حالی که گفته می‌شود که در لحظه فروریختن برج در ساعت ۹:۵۸، احتمالاً افراد دیگری در پله‌ها مشغول پایین آمدن از طبقاتی که هواپیما به آن‌ها برخورد کرده بوده‌اند. در هر صورت، آنهایی که موفق به خروج از برج نشدند، تسلیم آتش و دود یا فروریختن نهایی برج شدند. سه نفر در حال سقوط از طبقات بالای برج جنوبی دیده شدند که دو نفر از آنها برای فرار از شرایط داخل، به بیرون پریده بودند. آتش‌نشان دانیل سوهر که به برج جنوبی اعزام شده بود، زمانی که یکی از این دو نفر بر روی او فرود آمد، کشته شد.
برخورد پرواز ۱۷۵ همچنین آسیب جزئی به برج شمالی که در حال سوختن بود وارد کرد، زیرا برخی از پنجره‌ها در نمای شرقی که به برج جنوبی نزدیک بودند، در لحظه برخورد موج فشار ایجاد شده توسط گلوله آتشین، شکستند، و باعث گسترش آتش‌سوزی در برج شمالی شدند.: 63  پس از عبور هواپیما از برج، بخشی از ارابه فرود و بدنه هواپیما از سمت شمالی برج خارج شد و روی پشت‌بام و دو طبقه از ساختمان ۴۵–۴۷ پارک‌پلیس، بین خیابان برادوی شرقی و خیابان چرچ، ۶۰۰ فوت (۲۰۰ یارد؛ ۱۸۰ متر) شمال مرکز تجارت جهانی افتاد. ۳ تیرآهن کف طبقه بالای این ساختمان نابود و باعث آسیب ساختاری عمده به این ساختمان شدند.

## عواقب بعدی
برخورد پرواز ۱۷۵ به برج جنوبی سریع‌تر و پایین‌تر از برخورد پرواز شماره ۱۱ به برج شمالی بود و به جای وسط سازه، نزدیک به یک گوشه برخورد کرد و یکپارچگی ساختاری آن را بیشتر به خطر انداخت؛ بنابراین، وزن ساختاری به مراتب بیشتری روی بخش نامتعادل و آسیب دیده ساختمان در حال سوختن فشار می‌آورد. برج جنوبی در ساعت ۰۹:۵۸:۵۹،: 80 : 322  پس از ۵۵ دقیقه سوختن فروریخت. با وجود این که برج جنوبی، دومین برجی بود که هواپیما به آن برخورد کرد و مدت زمانی که در آتش می‌سوخت، نصف برج شمالی بود، اولین ساختمانی بود که فروریخت. هیچ‌یک از افرادی که در هنگام فروریختن برج، داخل ساختمان حضور داشتند، زنده نماندند.
جعبه سیاه پرواز ۱۷۵، مانند پرواز ۱۱، هرگز پیدا نشد. تعدادی از بقایای پرواز ۱۷۵ در همان نزدیکی پیدا شد، از جمله ارابه فرود در بالای ساختمانی در گوشه وست برادوی و پارک‌پلیس، یک موتور پیدا شده در خیابان چرچ و موری، و بخشی از بدنه که روی مرکز تجارت جهانی پنج افتاد. در آوریل ۲۰۱۳، قطعه‌ای از مکانیزم فلپ داخلی بال یک بوئینگ ۷۶۷ بین دو ساختمان در پارک پلیس کشف شد.
در طول فرایند بازیابی، قطعات کوچکی از برخی از مسافران پرواز ۱۷۵ شناسایی شد، از جمله یک قطعه استخوان ۶ اینچ (۱۵۰ میلیمتر) متعلق به پیتر هانسون، و قطعات کوچک استخوان لیزا فراست. در سال ۲۰۰۸، بقایای آلونا آبراهام مسافر پرواز ۱۷۵ با استفاده از نمونه‌های DNA شناسایی شد. بقایای بسیاری از افراد دیگر در پرواز ۱۷۵ هرگز پیدا نشد.
اندکی پس از ۱۱ سپتامبر، شماره پروازهای بعدی در همان مسیر از ۱۷۵ به ۱۵۲۵ تغییر کرد. از آن زمان، یونایتد ایرلاینز همه پروازهای بوستون به لس آنجلس را مجددا شماره گذاری و برنامه‌ریزی کرده‌است. پرواز شماره ۳۱۱ یونایتد ایرلاینز، اکنون در ساعت ۸:۳۰ در مسیر بوستون به لس‌آنجلس و توسط یک بوئینگ ۷۳۷ مکس انجام می‌شود. در ماه مه ۲۰۱۱ گزارش شد که یونایتد ایرلاینز در حال فعال کردن مجدد شماره پرواز ۱۷۵ و ۹۳ به عنوان یک پرواز codeshare توسط هواپیمایی Continental است. این موضوع باعث اعتراض برخی رسانه‌ها و اتحادیه کارگری به نمایندگی از خلبانان یونایتد ایرلاینز شد. با این حال، یونایتد گفت که فعال‌سازی مجدد اشتباه بوده و گفت که شماره‌ها «به طور سهوی بازگردانده شده‌اند» و دوباره فعال نمی‌شوند.
نام قربانیان پرواز ۱۷۵ در بنای یادبود و موزه ملی ۱۱ سپتامبر حک شده‌است.
دولت فدرال کمک مالی - حداقل ۵۰۰۰۰۰ دلار - برای خانواده‌های قربانیانی که در این حمله جان باختند، ارائه کرد. افرادی که وجوهی را از دولت می‌پذیرفتند باید توانایی خود را برای شکایت از هر نهادی برای جبران خسارت از دست می‌دادند. بیش از ۷ میلیارد دلار توسط صندوق جبران خسارت قربانیان ۱۱ سپتامبر به قربانیان پرداخت شده‌است، اگرچه این رقم شامل خسارات وارده به کسانی است که در سایر پروازهای ربوده شده یا برج‌ها مجروح یا کشته شده‌اند. در مجموع به وکالت از ۹۶ نفر، علیه شرکت هواپیمایی و شرکت‌های وابسته به آن پرونده تشکیل شد. اکثریت قریب به اتفاق این پرونده‌ها، تحت شرایطی که علنی نشدند، خارج از دادگاه حل و فصل شد، اما کل غرامت حدود ۵۰۰ میلیون دلار تخمین زده می‌شود. فقط یک دعوی به یک دادگاه مدنی رسید: پرونده مرگ نادرست مارک باویس و شکایت توسط خانواده او علیه شرکت هواپیمایی، بوئینگ، و شرکت خدمات امنیتی فرودگاه. این پرونده در نهایت در سپتامبر ۲۰۱۱ حل و فصل شد. الن ماریانی، بیوه لوییس نیل ماریانی، مسافر پرواز ۱۷۵ نیز از جورج بوش، رئیس‌جمهور ایالات متحده، دیگر مقامات ارشد، و سازمان‌های دولتی مختلف شکایت کرد. پرونده‌های او بیهوده تلقی و رد شد.

## نگارخانه

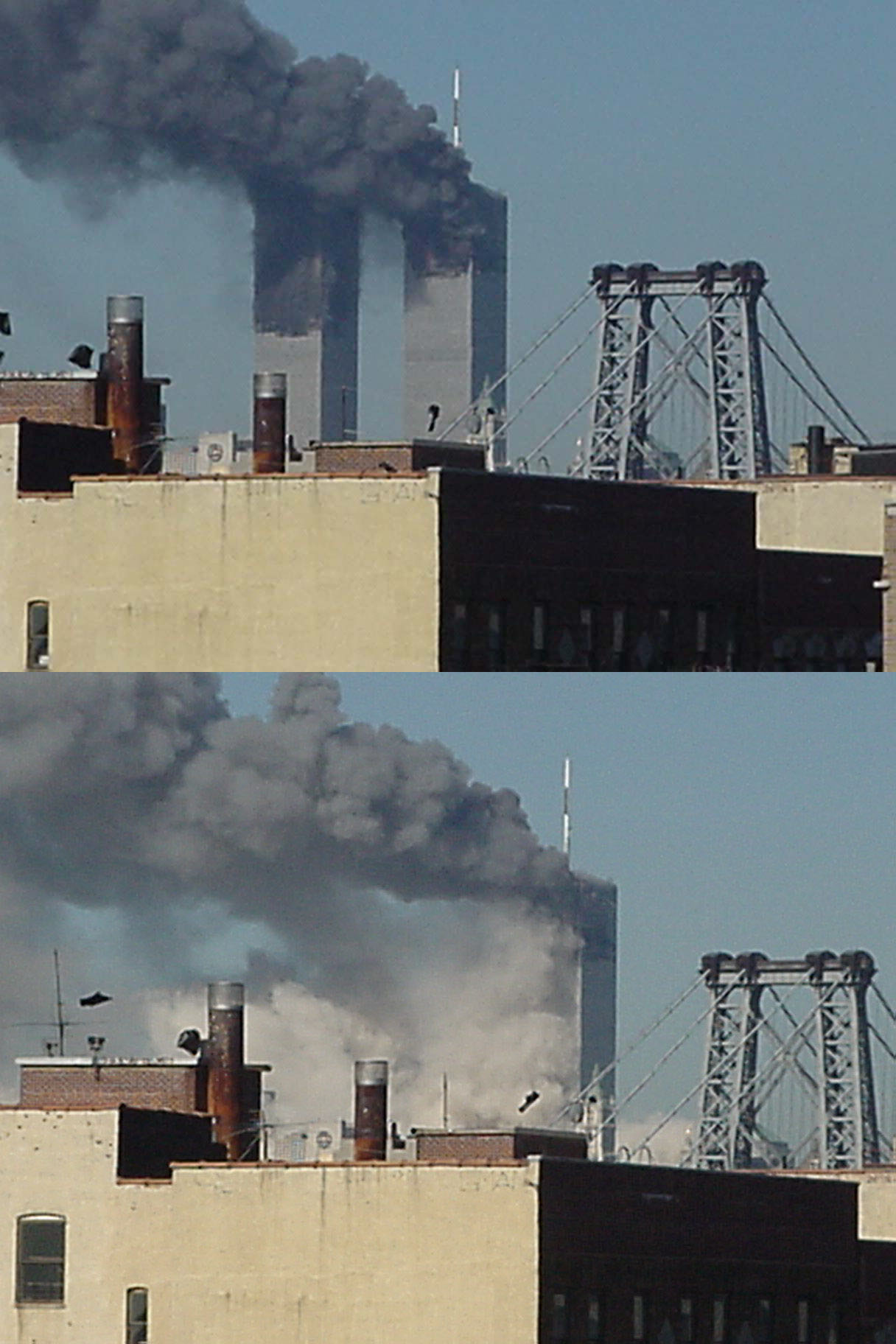
عکس بالا برخورد هواپیما به برج جنوبی عکس پایین فروپاشی برج جنوبی
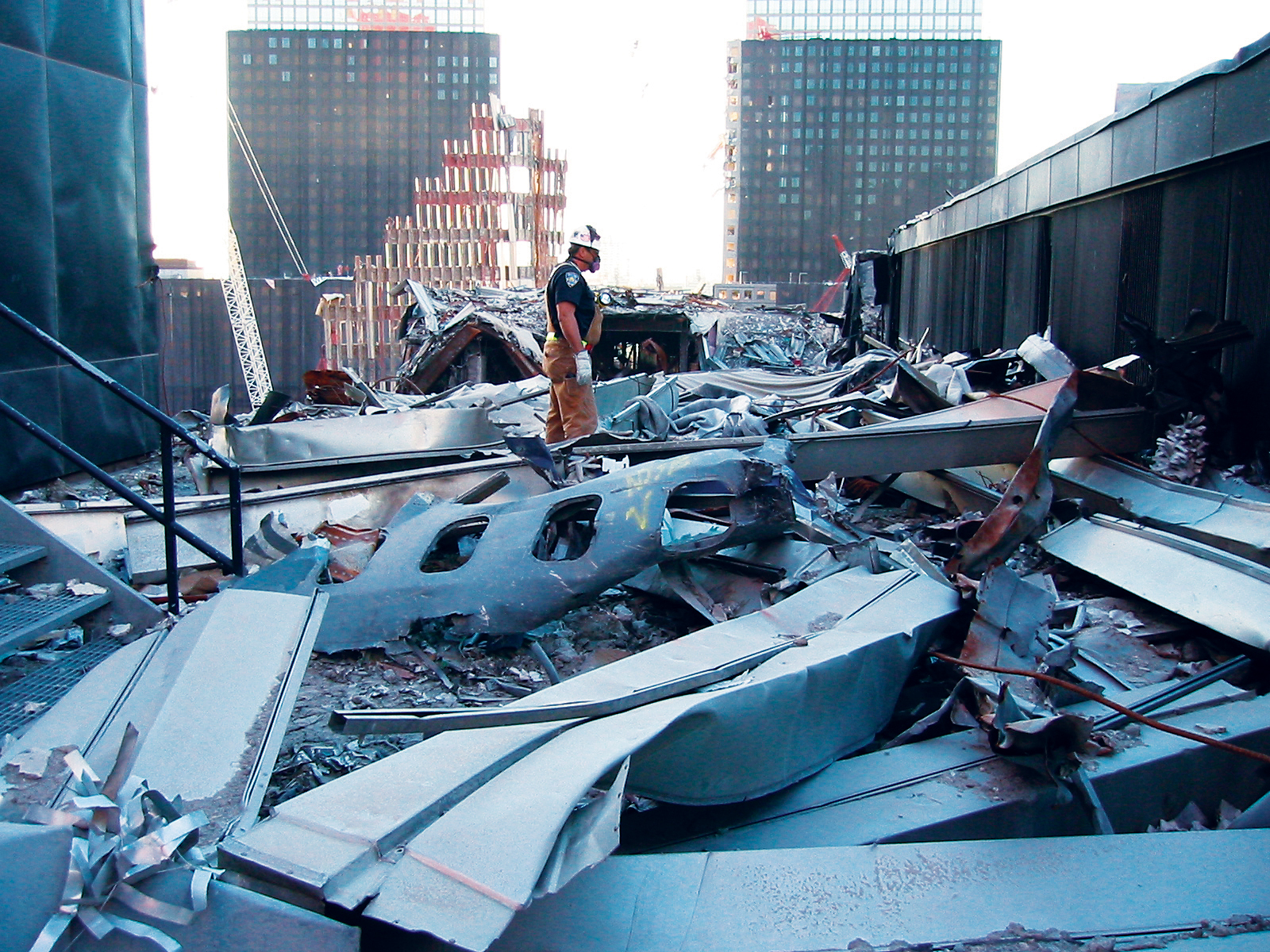
قطعه‌ای از بدنه روی سقف مرکز تجارت جهانی ۵
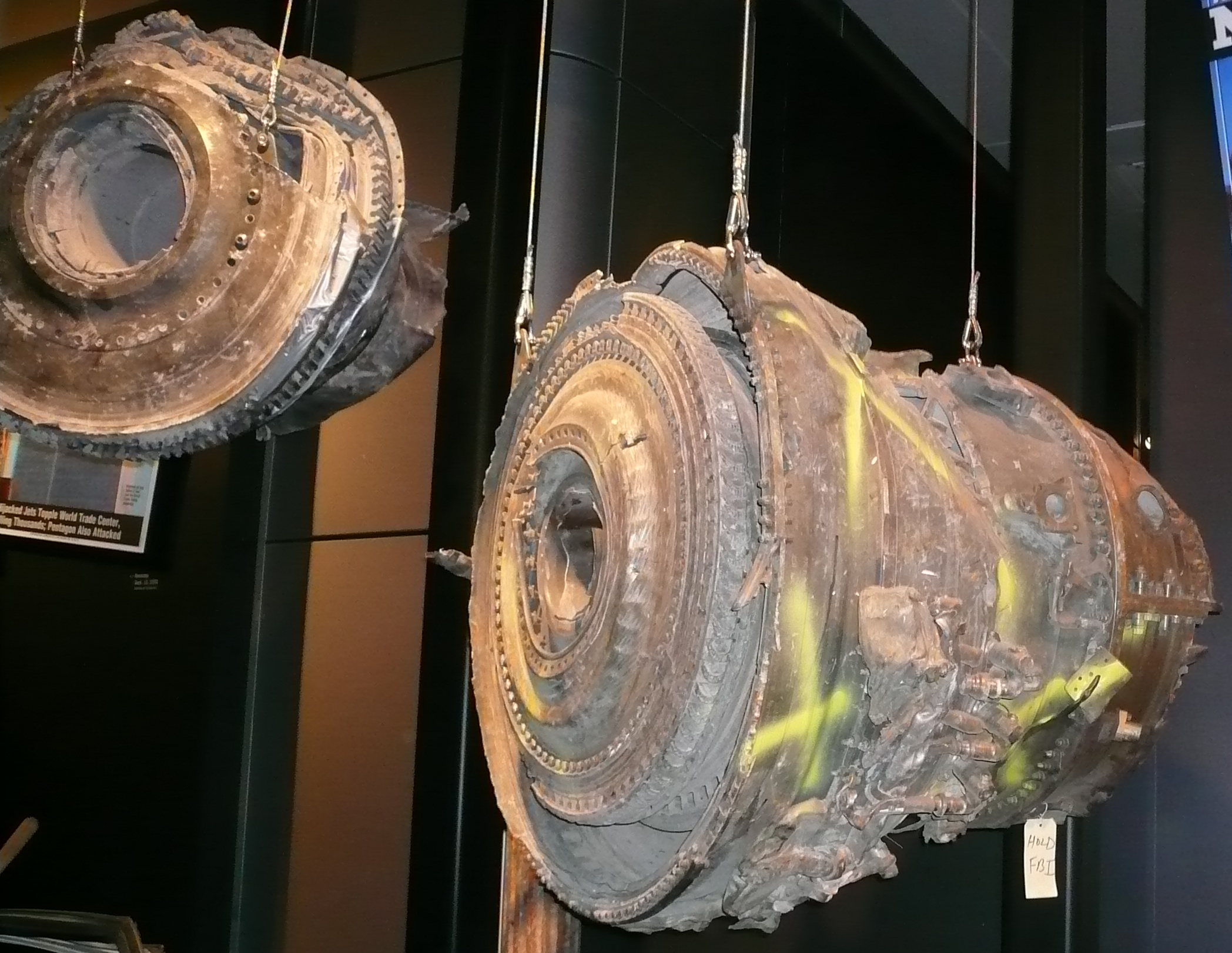
قطعاتی از موتور هواپیمای پرواز ۱۷۵
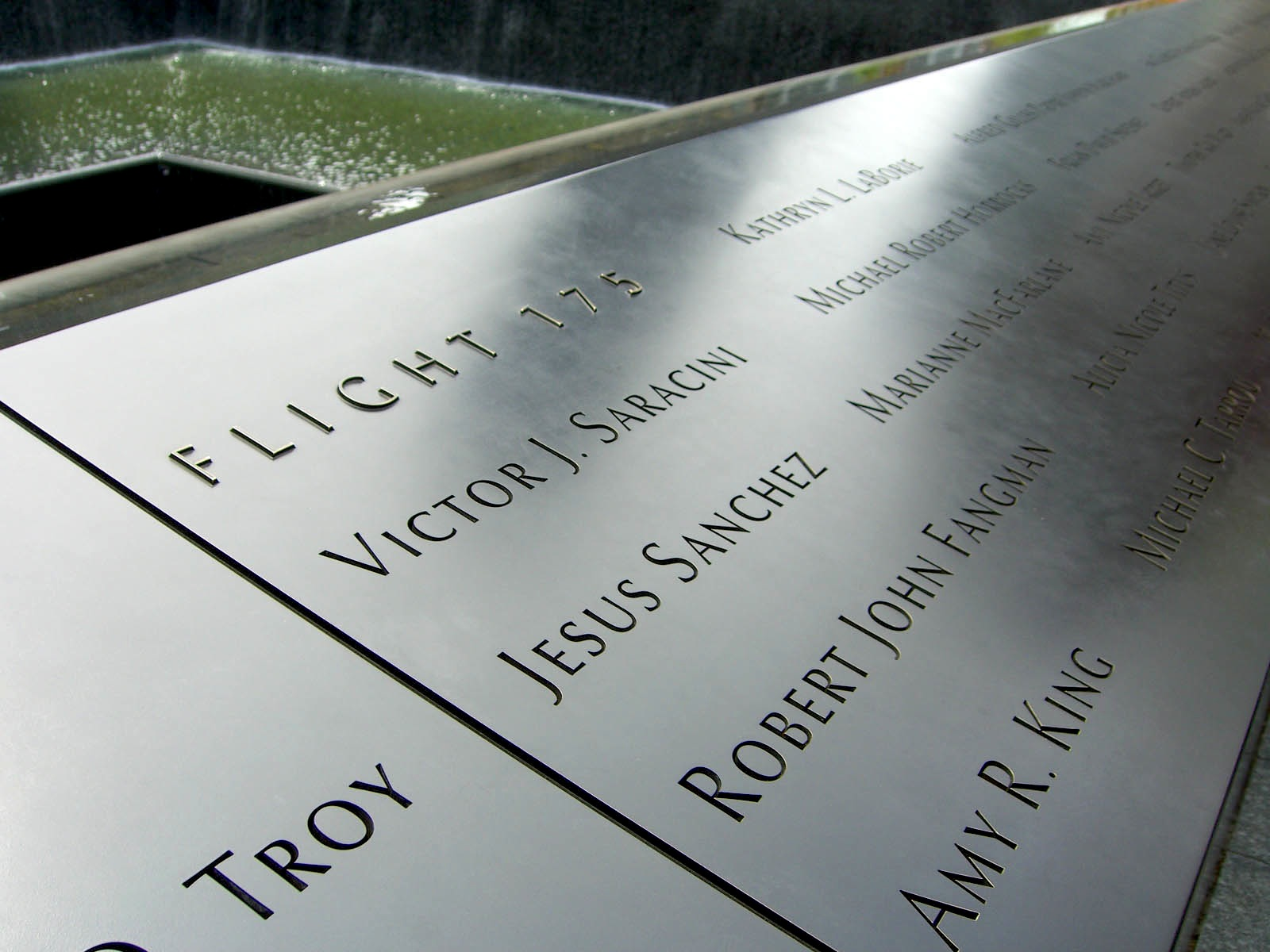
پنل S-2 استخر جنوبی بنای یادبود و موزه ملی ۱۱ سپتامبر, یکی از سه قطعه‌ای که نام قربانیان پرواز ۱۷۵ روی آن حک شده
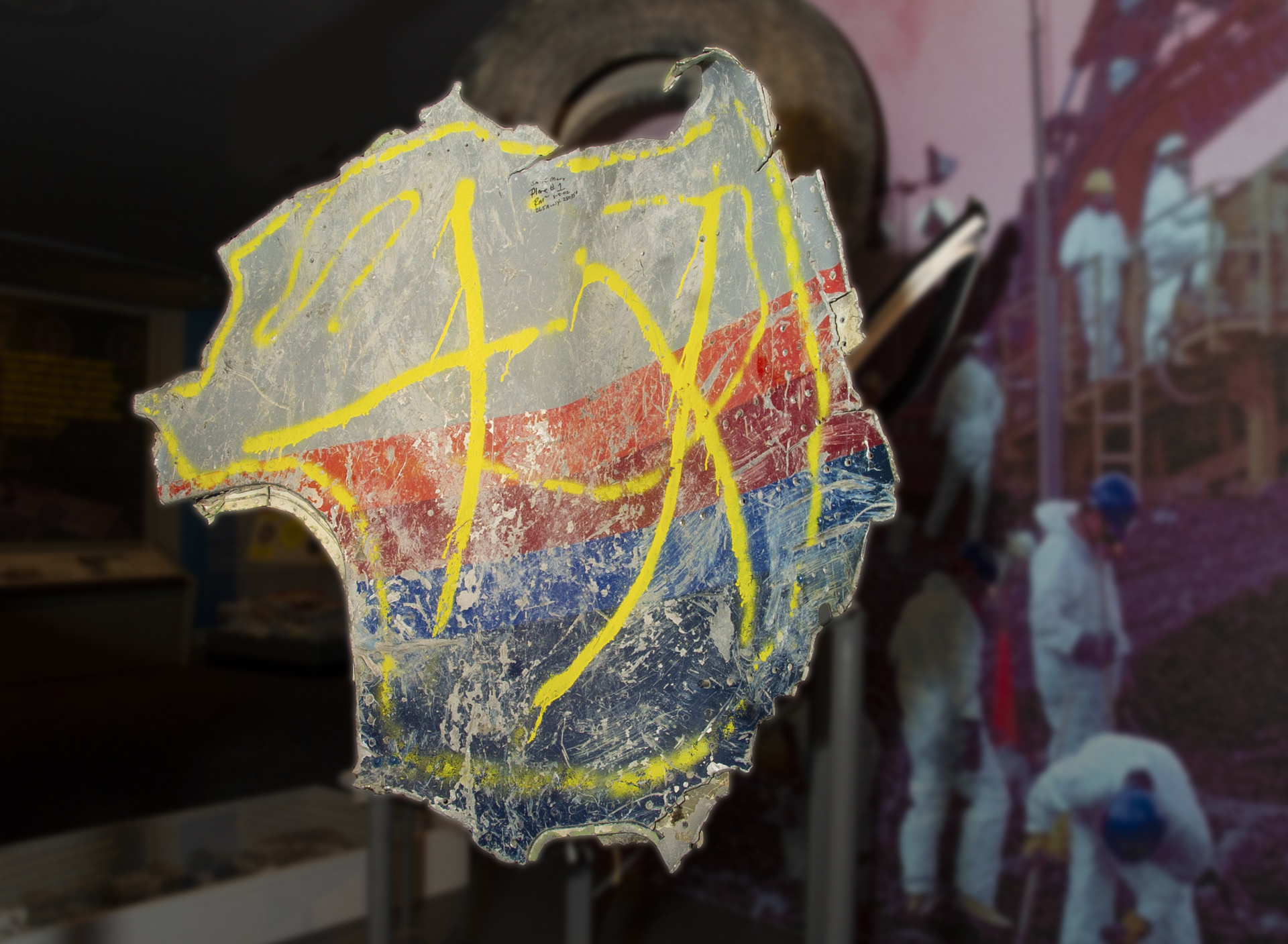
قسمتی از بدنه هواپیما

## یادداشت
1. ↑  نمی توان به‌طور قطعی دانست که دقیقاً چند نفر در اثر ربودن و سقوط هواپیمای یونایتد ایرلاینز کشته شده‌اند، زیرا این سانحه و سقوط پرواز شماره ۱۱ امریکن ایرلاینز تقریباً در همان زمان و مکان اتفاق افتاده، و تشخیص اینکه چه کسی بر اثر برخورد کدام هواپیما کشته شده‌، دشوار است. البته مشخص است که مجموع تلفات هوایی و زمینی ناشی از هر دو حمله انتحاری ۲۷۶۳ نفر است. علاوه بر تخمین تقریبی ۱۰۰۰نفر تلفات زمینی که بر اثر پرواز ۱۷۵ اتفاق افتاد، تعداد سرنشینان هواپیمای ربوده شده ۶۵ نفر بود؛ بنابراین، تعداد کشته شدگان پرواز ۱۷۵ به حدود ۱۰۶۰ نفر می‌رسد.
2. ↑  منابع در مورد سرعت دقیق برخورد اختلاف نظر دارند. مطالعه NTSB در سال 2002 حدود ۵۱۵ مایل بر ساعت (۴۴۸ گره؛ ۲۳۰ متر بر ثانیه؛ ۸۲۹ کیلومتر بر ساعت)،[۳۴] را نشان می‌داد در حالی که مطالعه MIT ۵۰۳ مایل بر ساعت (۴۳۷ گره؛ ۲۲۵ متر بر ثانیه؛ ۸۱۰ کیلومتر بر ساعت) را مشخص کرد[۳۵]
3. ↑  زمان دقیق مورد اختلاف است. گزارش کمیسیون 9/11 می‌گوید: ۹:۰۳:۱۱،[۱۹][۴۰] گزارش‌های مؤسسه ملی فناوری و استانداردها ۹:۰۲:۵۹[۴۱] برخی منابع دیگر ۹:۰۳:۰۲ را گزارش می‌دهند.[۴۲]
4. ↑  گزارش NIST سه قربانی را ثبت کرده است که از نمای شرقی برج جنوبی سقوط کرده‌اند، که یکی از آنها ظاهراً خودکشی کرده[۵۸] و دو نفر دیگر در حال تلاش برای پایین آمدن بوده‌اند.[۵۹][۶۰] قربانی چهارم مورد توجه NIST قرار نگرفت، اما زنی بود که[۶۱] از نمای جنوبی برج پرید[۶۲] و در نزدیکی تقاطع خیابان‌های غربی و لیبرتی، روی آتش‌نشان دنی سوهر فرود آمد.[۵۶]
5. ↑  NIST و کمیسیون ۱۱ سپتامبر هر دو زمان را ۹:۵۸:۵۹ صبح اعلام کرده‌اند، که متعاقباً برای سادگی به ۹:۵۹ گرد می‌شود. اگر ادعای کمیسیون مبنی بر اینکه برج جنوبی در ساعت ۹:۰۳:۱۱ مورد اصابت قرار گرفته‌است را باور کنیم، برج پس از ۵۵ دقیقه و ۴۸ ثانیه فرو ریخت، نه ۵۶ دقیقه.